# آتش در زمستان
آتش در زمستان فیلمی به کارگردانی و نویسندگی حسن هدایت ساختهٔ سال ۱۳۶۴ است.

## خلاصه داستان
پس از سرکوب جمهوری گیلان « شوکا »، یکی از یاران میرزا کوچک خان، موفق به فرار می شود و قصد دارد برای آنکه انبار مهمات جنگلی ها به دست قزاق ها نیفتد آن را منهدم کند. قزاق ها برای دستگیری او جایزه تعیین می کنند. عده ای از روستاییان برای دستگیری او و عده ای دیگر برای نجاتش بسیج می شوند. شوکا سه بار به دام می افتد، اما هر بار موفق به فرار می شود. او زخمی و مایوس به کلبه ای پرت افتاده پناه می برد. اهالی کلبه زن و شوهری هستند. شوکا پس از بهبودی انبار مهمات نهضت را منهدم می کند. سپس تصمیم می گیرد خود را تسلیم قزاق ها کند تا پول جایزه دستگیری اش به خانواده روستایی برسد. او به همراه پسر خردسال خانواده به رشت می رود و خود را معرفی می کند. فرمانده قزاق ها از دادن جایزه تن می زند و شوکا می گریزد و در حال فرار او را از پا در می آورند.

## بازیگران
- قاسم سیف
- محمد برسوزیان
- ملیحه نیکجومند
- رضا ژیان
- عباس احمدی
- عباس نوذری
- محبوبه بیات
- نعمت‌الله افشاریان
- اصغر زمانی
- منوچهر حامدی
- علی حاج‌علی‌عسگری
- عباس امیری مقدم
- احمد نصر
- نادر صمدی
- محمدحسن ساوی مرادی
- علی گلشن
- مازیار عسگری وهمی
- نوید نوذری
- ژرژ یونانی
- میرهادی پیمانی
- صابر باقری
- بهرام هنرمند
- عزتی
- محمدتقی شریفی
- اکبر زمانی
- اکرم زمانی
- امیر زمانی
- محمد تازه محله
- حمیده علیپور
- محمد آل داوود
- میرصلاح حسینی
- پورحبیب
- محمد تاجیک